# Ručičky
Ručičky är ett bergspass i Tjeckien. Det ligger i den norra delen av landet, 100 km nordost om huvudstaden Prag. Ručičky ligger 980 meter över havet.
Terrängen runt Ručičky är huvudsakligen kuperad, men åt nordost är den bergig. Runt Ručičky är det ganska tätbefolkat, med 160 invånare per kvadratkilometer. Närmaste större samhälle är Vrchlabí, 16,2 km sydost om Ručičky. I omgivningarna runt Ručičky växer i huvudsak blandskog.